# Tratado de Anagni
El tratado de Anagni o paz de Anagni fue un acuerdo firmado entre el papa Bonifacio VIII y los reyes Jaime II de Aragón, Felipe IV de Francia y Carlos II que ponía fin a diversos conflictos aparecidos a raíz de la conquista aragonesa del reino de Sicilia por parte de Pedro III de Aragón. Además, se confirmaba el tratado de Tarascón que ponía fin a la Cruzada Aragonesa. El tratado se firmó en la catedral de la ciudad italiana de Anagni el 20 de junio de 1295.

## Contenido
Las principales cláusulas del tratado fueron:
- Se fijó el matrimonio entre Jaime II y Blanca de Anjou, hija de Carlos II.
- El reino de Sicilia regresaba a la Santa Sede.
- Ayuda militar de Jaime II hacia Carlos II para ayudarle en la conquista de Sicilia.
- Se anulaba la excomunión papal contra Jaime II.
- Reconocimiento por parte de Francia de las donaciones realizadas por Martín IV a Carlos de Valois.
- Devolución de las Baleares a Jaime II de Mallorca, aunque quedaban bajo la tutela del rey de Aragón
- La Santa Sede tenía el arbitraje sobre el Valle de Arán.
- Se intercambiaban prisioneros y rehenes realizados durante la guerra, tanto los que estaban en poder de Carlos como los de Jaime II.

El tratado establecía además dos cláusulas secretas:
- Cesión de Córcega y Cerdeña a Jaime II, pero teniendo en cuenta su condición como reino vasallo de la Iglesia.[2]
- Ayuda militar del reino de Aragón al rey de Francia para luchar contra Eduardo I de Inglaterra

## Consecuencias
El tratado se mostró benévolo ante Jaime II, empezando por el levantamiento de la excomunión, luego por los beneficios económicos y finalmente por la posibilidad de casarse con una princesa del bando enemigo que le permitiría traer la paz a sus reinos.
El parlamento siciliano, sin embargo, rechazó el tratado de Anagni y en 1296, eligió como rey al hermano de Jaime II de Aragón, Federico II de Sicilia, quien siguió luchando por conseguir la independencia de la isla contra las tropas angevinas y la flota enviada por el rey de Aragón para hacer respetar el tratado. En 1302 se tuvo que redactar un nuevo tratado, el de la paz de Caltabellota, que ponía fin definitivo al conflicto.